# Jaume Enric Ollé-Goig
Jaume Enric Ollé-Goig (Barcelona, 15 de gener de 1943) és un metge especialitzat en medicina interna i malalties infeccioses. El 1993 va fundar l'Associació Catalana pel Control de la Tuberculosi al Tercer Món (ACTMÓN) per finançar el seu programa de tuberculosi.